# Agrostis aristulata
Agrostis aristulata é uma espécie de gramínea do gênero Agrostis, pertencente à família Poaceae.